# Karlovy Vary (distrito)
Karlovy Vary é um distrito da República Checa na região de Karlovy Vary, com uma área de 1.628 km² com uma população de 121.998 habitantes (2002) e com uma densidade populacional de 75 hab/km².

## Cidades e municípios

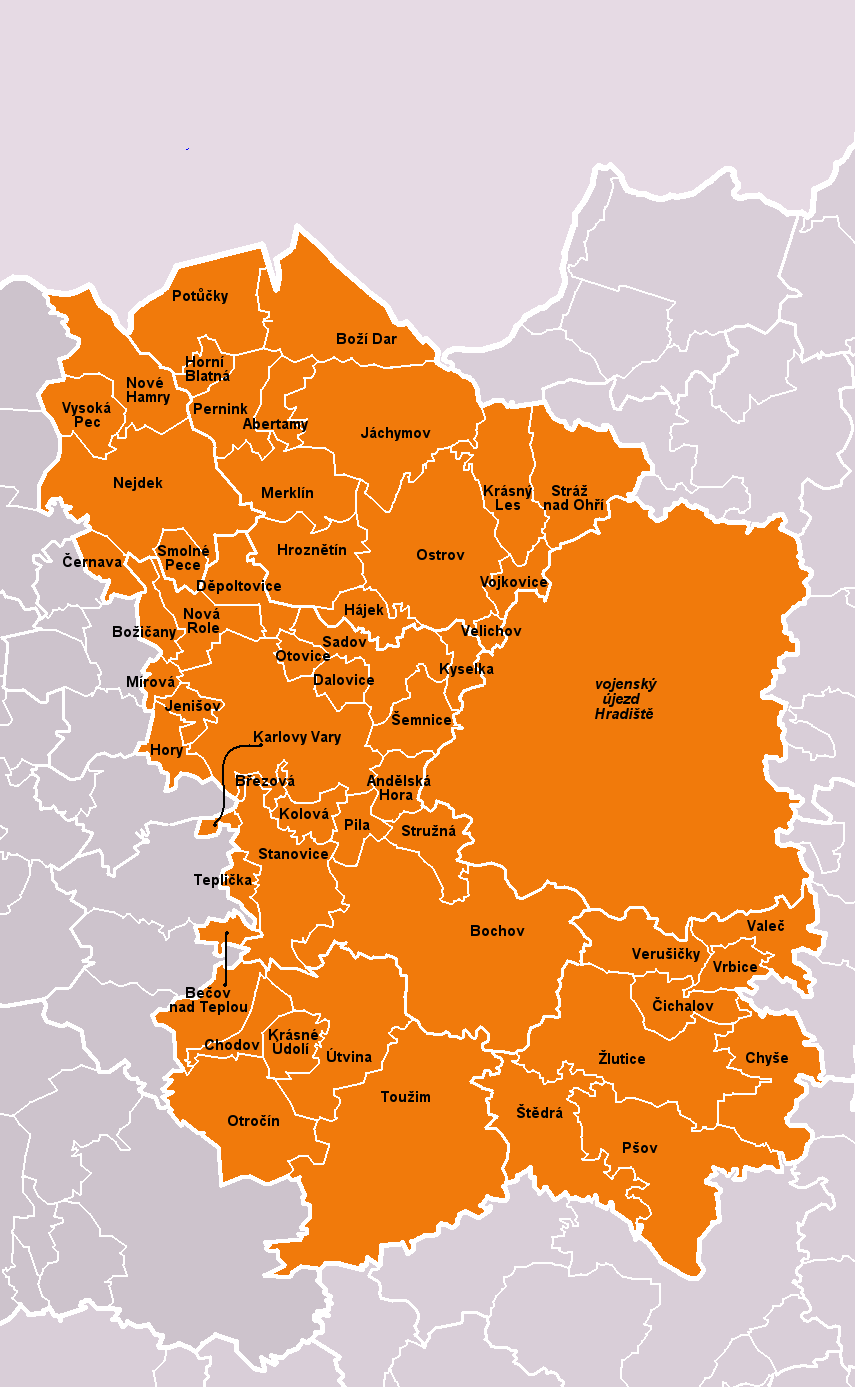

| Município        | População (1/1/2010) |
| ---------------- | -------------------- |
| Abertamy         | 1 339                |
| Andělská Hora    | 249                  |
| Bečov nad Teplou | 1 003                |
| Bochov           | 2 060                |
| Boží Dar         | 188                  |
| Božičany         | 616                  |
| Březová          | 556                  |
| Černava          | 294                  |
| Čichalov         | 155                  |
| Dalovice         | 1 893                |
| Děpoltovice      | 335                  |
| Hájek            | 483                  |
| Horní Blatná     | 673                  |
| Hory             | 224                  |
| Hradiště         | 606                  |
| Hroznětín        | 1 931                |
| Chodov           | 159                  |
| Chyše            | 608                  |
| Jáchymov         | 3 194                |
| Jenišov          | 757                  |
| Karlovy Vary     | 51 320               |
| Kolová           | 692                  |
| Krásné Údolí     | 431                  |
| Krásný Les       | 262                  |
| Kyselka          | 804                  |
| Merklín          | 1 110                |
| Mírová           | 283                  |
| Nejdek           | 8 418                |
| Nová Role        | 4 159                |
| Nové Hamry       | 327                  |
| Ostrov           | 17 230               |
| Otovice          | 605                  |
| Otročín          | 525                  |
| Pernink          | 722                  |
| Pila             | 455                  |
| Potůčky          | 428                  |
| Pšov             | 590                  |
| Sadov            | 1 181                |
| Smolné Pece      | 129                  |
| Stanovice        | 546                  |
| Stráž nad Ohří   | 616                  |
| Stružná          | 519                  |
| Šemnice          | 583                  |
| Štědrá           | 551                  |
| Teplička         | 97                   |
| Toužim           | 3 863                |
| Útvina           | 594                  |
| Valeč            | 381                  |
| Velichov         | 539                  |
| Verušičky        | 362                  |
| Vojkovice        | 641                  |
| Vrbice           | 180                  |
| Vysoká Pec       | 332                  |
| Žlutice          | 2 634                |
| Total            | 119 432              |